# Аллегории и фарсы
Аллегории и фарсы, или Фарсы и аллегории (фр. Farces et moralités) —  сборник одноактных пьес драматурга и журналиста Октава Мирбо, опубликованный в 1904 году. В сборник включены шесть пьес, поставленных в парижских театрах в период между 1894 и 1904 годами: Старые супруги (Vieux ménages), Вор (Scrupules), Любовники (Les Amants), Эпидемия (L’Épidémie), Бумажник (Le Portefeuille) и Интервью (Interview). Две из них, Любовники и Старые супруги, были вновь поставлены на сцене в 1999 году (Comédie-Française).

## Темы
В пьесах сборника Фарсы и аллегории, как и в других произведениях, Мирбо развенчивает «ориентиры» современного общества, перед которыми люди слепо преклоняются: закон, лишающий свободы, полицию,  распоряжающуюся этим законом произвольно; любовь, оборачивающуюся обманом и надувательством и брак – «болото», в котором оказываются мужчина и женщина; богатство, нажитое нечестным путём, успех в обществе и изнанку высшего света; прессу, ловко скрывающую правду за успокаивающими словами, политиков, которые заботятся только о том, чтобы не потерять своё место.
Интересно и отношение Мирбо к языку как к инструменту, с помощью которого те, кто имеет власть, подчиняют себе других. Язык, считает Мирбо, - это фальшивая монета, которой платят друг другу богатые и бедные, мужчины и женщины.
Однако Мирбо удается заставить нас смеяться над тем, что, казалось бы, должно приводить нас в отчаянье, и надеяться, что настоящими ориентирами станут ум, совесть и свобода.

## От моралите к фарсу
Не выходя за пределы традиции средневекового моралите, дидактического по своей сути, Мирбо намеренно включает в него элементы фарса: преувеличение, карикатуру, игру слов, гротеск и абсурд. Все это создает дистанцию между автором и героями, которая дает ему право на иронию. Пьесы Мирбо, Октав предвосхищают театр Бертольта Брехта, Марселя Эме, Гарольда Пинтера и особенно Эжена Ионеско.